# Cotoneaster nummularioides
Cotoneaster nummularioides är en rosväxtart som beskrevs av Antonina Ivanovna Pojarkova. Cotoneaster nummularioides ingår i släktet oxbär, och familjen rosväxter. Inga underarter finns listade i Catalogue of Life.